# Nourrice morvandelle
Les nourrices morvandelles ont participé à la renommée du Morvan : les ressources agricoles du massif pouvant difficilement faire vivre ses habitants, ces derniers ont en partie vécu grâce à des apports extérieurs. Les nourrices morvandelles et les galvachers ont participé à ces apports.
Réputées pour être de bonnes allaitantes, les femmes morvandelles apportèrent leurs services dès le XIXe siècle, soit chez elles dans le Morvan en accueillant des enfants placés par l'Assistance Publique, soit à domicile dans de riches familles à Paris.

## Les nourrices «sur place»
À partir du début du XIXe siècle, le Morvan, notamment sa partie nivernaise, fut un lieu privilégié pour le placement d'enfants de l'Assistance Publique de l'ancien département de la Seine.
Des nourrices, appelées « nourrices sur place », issues de familles d'artisans ou de paysans appauvris par la révolution industrielle, accueillent des nourrissons de l'assistance afin de les allaiter.
On constata alors un afflux massif d'enfants surnommés alors les « Petits Paris » : plus de 50 000 enfants furent placés dans le Morvan. En 1880, Château-Chinon (Ville) possédait la plus grande agence de placement de France avec l'accueil de 3 000 enfants par an.
On comptait néanmoins un taux de mortalité important de plus de 30 % de ces enfants entre 8 jours et 3 mois après leur arrivée dans leurs familles d'accueil. Les historiens mettent en avant plusieurs éléments pour expliquer ce chiffre : la pauvreté de la région, la méfiance des habitants envers la médecine scientifique et le faible nombre de médecins. La rigueur des lieux en hiver et le sevrage précoce des nourrissons pouvaient également aggraver la situation.

### Personnalités ayant été accueillies par une nourrice morvandelle
- Jean Genet (1910-1986) a été accueilli durant les 13 premières années de sa vie dans une famille d'Alligny-en-Morvan.

## Les nourrices «sur lieu»
Le Morvan, fortement lié à la capitale notamment par le flottage du bois, a également fourni des nourrices à Paris. Appelées « nourrices sur lieu », elles quittaient leur propre famille pour se rendre dans la capitale afin d'allaiter les nourrissons des familles de la nouvelle bourgeoisie du Second Empire.
Cette activité débuta au début du XIXe siècle et se poursuivit jusque dans les années 1920, peu après la Première Guerre mondiale. Son plus fort développement commença néanmoins à partir de 1850. Elle devint alors une véritable industrie.
Ces nourrices avaient alors un statut privilégié au sein de la famille, par rapport aux autres domestiques, en bénéficiant de cadeaux, notamment vestimentaires, ou d'avantages en nature. Elles suivaient notamment la famille dans tous ses déplacements, l'accompagnaient à l'étranger au gré de ses activités professionnelles, et pouvaient même avoir leur propre domestique. Certaines, une fois le nourrisson sevré, prolongeaient leur activité comme « nourrice sèche » ou bonne, tout en gardant le même salaire.
Vers 1860, on constate qu'une nourrice « sur lieu » pouvait gagner le double de salaire qu'une nourrice « sur place ».
Ce phénomène est caractéristique du Morvan, mais on peut cependant noter qu'il a touché, dans une moindre mesure, d'autres régions pauvres de France qui avaient une ancienne tradition de migration saisonnière. Ainsi un certain nombre de nourrices sur lieu parisiennes venaient par exemple du Limousin, du Nord de la France ou encore de Bretagne, sans pour autant concurrencer les nourrices morvandelles, largement supérieures en nombre.
À la fin du XIXe siècle, les nourrices morvandelles représentaient plus de la moitié des nourrices de Paris.

### Personnalités ayant eu recours à une nourrice morvandelle
- Napoléon Ier, sur les conseils de ses médecins, choisit une nourrice morvandelle à Dun-les-Places (Nièvre) pour allaiter son fils Napoléon II, le roi de Rome[1].
- Une nourrice du hameau de Sonne (communes de Lormes) fut également employée par Félix Faure pour l'une de ses filles[3].

## Les bienfaits pour le Morvan
Compte tenu du nombre important de « Petits Paris » accueillis dans le Morvan par des nourrices « sur place », beaucoup de ces enfants se sont intégrés dans le pays, permettant ainsi la venue de « sang nouveau » parmi la population morvandelle très endogamique.
Par ailleurs, à son retour dans le Morvan, une nourrice « sur lieu » ramenait dans sa famille argent, culture et usages de la capitale,. Ainsi, une « maison de lait » désignait une maison acquise ou agrandie grâce à l'argent de la nourrice.

### Sources et bibliographie
- Amédée Achard, Français peints par eux-mêmes : encyclopédie morale du XIXe siècle, t. 1, L. Curmer, 1840 (présentation en ligne), « La nourrice sur place »
- Armand Billaud, Un coin du Morvan : Le canton de Lormes, Clamecy, Desvignes, 1900, 175 p. (lire en ligne)
- Comité national des sentiers de grande randonnée, GR de Pays : Tour du Morvan par les grands lacs, Éd. Topo-guides des sentiers de grande randonnée, 1983, « L'histoire des nourrices morvandelles »
- Nöelle Renault, Au Temps des nourrices du Morvan, Lormes, Association Nourrices du Morvan, 1997, 176 p.
- Nöelle Renault et Colette Doreau, Le Morvan et ses nourrices, Saint-André-en-Morvan, Association Les nourrices du Morvan, 2004, 196 p.
- Noëlle Renault, « À la recherche des nourrices « sur lieu » », Bulletin de l'Académie du Morvan, no 90,‎ 2021
- Augustin Aurora, Le journal d’Estiennette : Une nourrice du Morvan, Autoédition, 2022. 118 pages.  (ISBN 9782956744405).